# Флавій Феліціан
Флавій Феліціан (*Flavius Felicianus, д/н — бл. 337) — державний і військовий діяч Римської імперії.

## Життєпис
Походження достеменно невідомо. Ймовірно брав участь у походах імператора Костянтина I. 335 року призначений комітом Сходу, за деякими відомостями ставши першим, хто отримав цю посаду.
337 року призначається консулом (разом з Фабієм Тіціаном). Подальша доля є суперечливою. На думку більшості дослідників загинув після смерті імператора під час знищення легіонерами родичів Костянтина I, окрім його синів. На це побічно вказує те, що його ім'я було збито на одному написі з Путеол. Противники цієї версії зазначають, що коміта Феліціана напочатку 340-х років згадує напис, відповідно до якого той був жерцем Аполлона в Дельфах. Але це протирічить джерелам, згідно з якими Флавій Феліціан був християнином.